# Дубровський Єгор Андрійович
Єгор Андрійович Дубровський (рос. Егор Андреевич Дубровский; 18 січня 1989, м. Уфа, СРСР) — російський хокеїст, центральний нападник. Виступає за «Торос» (Нефтекамськ) у Вищій хокейній лізі. 
Вихованець хокейної школи «Салават Юлаєв» (Уфа). Виступав за «Салават Юлаєв» (Уфа), «Толпар» (Уфа), «Торос» (Нефтекамськ).
Досягнення
- Чемпіон ВХЛ (2012).